# David Ríos Insua
Pour les articles homonymes, voir Rios.
 (janvier 2021).
David Ríos Insua, né le 21 juin 1964 à Madrid, est un mathématicien espagnol.
C'est le fils et un disciple de Sixto Ríos, père de la statistique espagnole. Actuellement, il est le membre le plus jeune de l'Académie royale des sciences exactes, physiques et naturelles (RAC) dans laquelle il est entré en 2008,. Il a obtenu son doctorat en informatique à l'université de Leeds. Il est professeur de statistiques et recherche opérationnelle à l'Université Rey Juan Carlos (URJC) et il fut vice-recteur de nouvelles technologies et relations internationales de l'URJC (2002-2009). Il a publié des nombreuses études fondamentales dans plusieurs domaines comme l'inférence bayésienne dans les réseaux neuronaux, les méthodes MCMC dans l'analyse de décisions, la robustesse bayésienne ou l'analyse de risques contraires. Il a aussi accompli de nombreux travaux dans les domaines appliqués comme la démocratie électronique, la gestion de lacs de barrage, les modèles de lutte contre le terrorisme et d'autres études.
Il est marié avec deux enfants.

## Parcours
- Il obtint le master en sciences mathématiques à l'Université complutense de Madrid (UCM, 1987), avec mention Extraordinaire et National.
- Il fait sa thèse de doctorat entre Manchester et Leeds, où il la termine en 1990.
- Il a été professeur et/ou chercheur à l'Université polytechnique de Madrid (UPM), l'Université Duke, l'Université Purdue, Université Paris-Dauphine, l'Institut international pour l'analyse de systèmes appliqués (IIASA), Consiglio Nazionale delle Ricerche-Istituto di Matematica Applicata e Tecnologie Informatiche (CNR-IMATI)[6], et  Statistical and Applied Mathematical Sciences Institute (SAMSI), où il a dirigé le programme de Risk Analysis, Extreme Events and Decision Theory[7].
- Il a dirigé le programme Towards Electronic Democracy (TED)[8] de l'European Science Foundation (ESF).
- Il a codirigé le programme Algorithmic Decision Theory (ALGODEC)[9] cofinancé par l'European Cooperation in Science and Technology (COST) et l'European Science Foundation (ESF).
- Il a encadré 15 thèses doctorales.
- Il a mené plus de quarante projects financés.

## Prix
- Mention Extraordinaire et National de master.
- Prix UPM pour jeunes chercheurs.
- Prix Ramiro Melendreras de la Sociedad de Estadística e Investigación Operativa (SEIO) pour jeunes chercheurs[10].
- Prix Peccei de l'International Institute for Applied Systems Analysis (IIASA) pour jeunes chercheurs.
- Prix Wirsbo-URJC de recherche.
- Prix Everis de Capital Semilla.
- Prix SRA au meilleur papier Decision Analysis.

## Publications
- Auteur de plus de 95 articles scientifiques révisés dans des journaux internationaux[11],[12].
- Auteur de quince livres ou monographies y compris: Sensitivity Analysis in Multiobjective Decision Making (Springer), Statistical Decision Theory (Kendall’s)[13], Robust Bayesian Analysis (Springer)[14], E-Democracy: A GDN perspective (Springer), Bayesian Analysis of Stochastic Processes (Wiley).
- Il est ou il a été éditeur associé de journaux comme Journal of Computacional and Graphical Statistics[15], Group Decision and Negotiation[16], Journal of Multicriteria Decision Analysis[17], Serie A: Matemáticas de la Revista de la Real Academia de Ciencias Exactas, Físicas y Naturales (RACSAM)[18], International Journal of Public Information Systems[19], International Transactions in Operational Research[20], et Decision Analysis[21].